# Pieve di San Romolo a Gaville
La pieve di San Romolo è un edificio religioso situato a Gaville, frazione del comune di Figline e Incisa Valdarno, nella città metropolitana di Firenze.

## Storia
Il luogo dove sorge la chiesa era abitato già in epoca romana, come attestano i numerosi frammenti di laterizi scoperti nel piazzale antistante l'edificio religioso durante dei lavori di restauro, ed è stato sede di una curtis altomedievale come dimostrerebbe l'appellativo in Curtule usato per la chiesa nei documenti medievali. Il campanile potrebbe essere stata proprio una torre di avvistamento. Accanto ad esso la chiesa fu iniziata nel 1007 per volere della famiglia Ubertini, feudatari della zona che possedevano il vicino castello di Gaville, e del vescovo di Fiesole Raimondo. Nel 1030 la costruzione della chiesa era giunta all'altezza dei pilastri sopra i quali furono aggiunti i capitelli scolpiti e nel 1070 risulta completata e viene dedicata a San Romolo primo vescovo di Fiesole. Le più antiche testimonianze però risalgono al 12 marzo 1078 e sono contenute in documenti della Abbazia di Montescalari.

Il borgo posto su un'altura distante circa 600 metri dalla chiesa, dove tuttora permane un nucleo abitativo chiamato "Gavillaccio", fu distrutto alla fine del XIII secolo per vendetta per l'uccisione di Francesco de' Cavalcanti: i suoi familiari lo assaltarono e ne sterminarono la popolazione e la Pieve rimase quindi solitaria. La vicenda è ricordata da Dante nel canto XXV dell'Inferno
«l'altr'era quel che tu Gaville piagni»

(Dante Alighieri, Divina Commedia)
Nel Settecento tutto l'edificio era stato rinnovato in senso barocco per volere del patrizio fiorentino Pietro de' Mozzi. La chiesa è stata poi riportata all'aspetto medievale dall'intervento del 1957-1962 che ha comportato anche la distruzione di tutti gli altari, compreso quello maggiore.

## Descrizione

### Esterno
La facciata presenta al centro il portale con architrave e arco rinforzato. Sopra ad esso si trova una lunetta che un tempo recava un affresco oggi all'interno. Sopra si trova una bifora, riaperta nel XX secolo dopo che era stata tamponata nel Settecento.

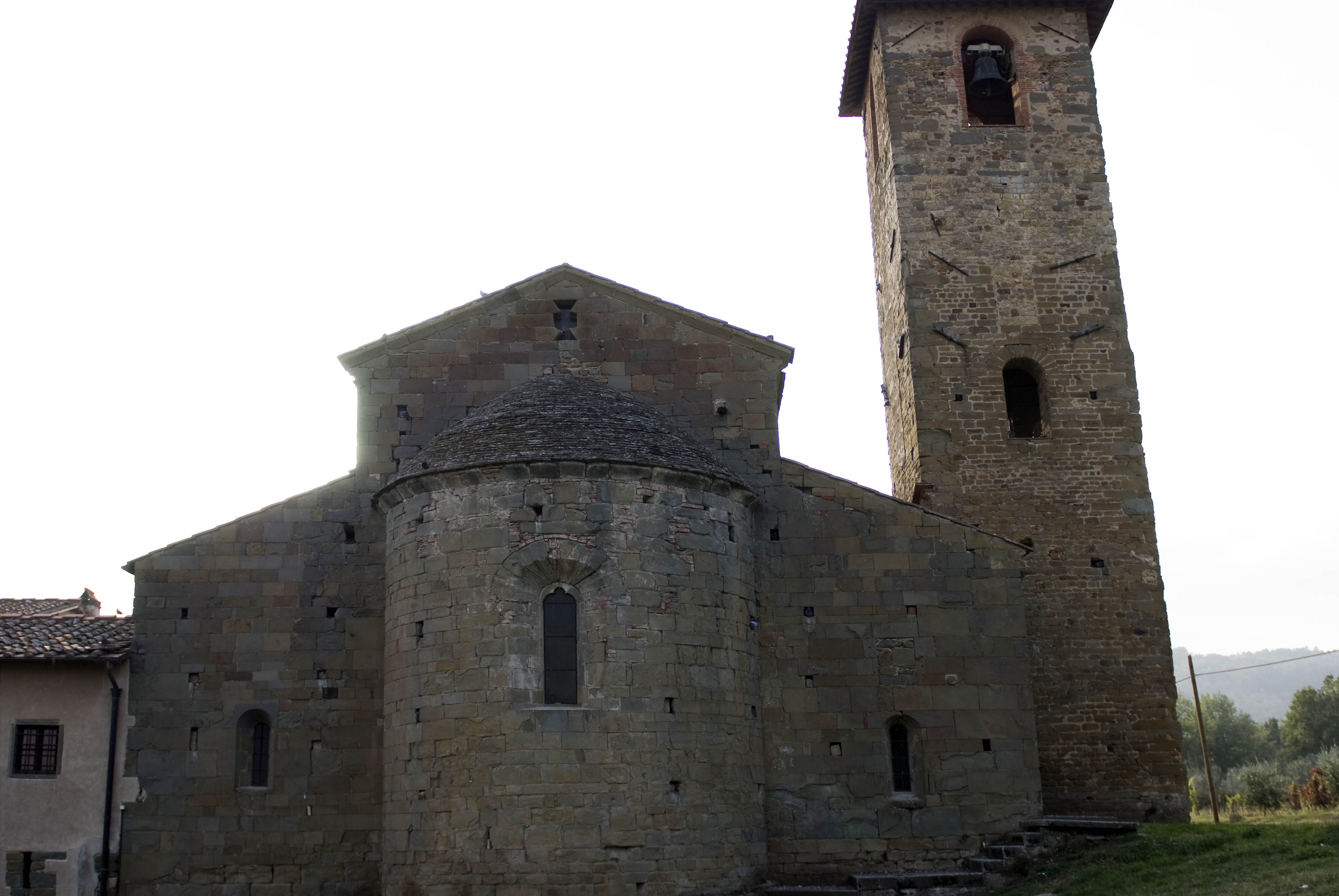
Abside

La tribuna presenta il volume dell'abside e sotto il displuvio si trova una finestrella a forma di croce, finestra che si ripete nella facciata. Sul fianco sinistro, leggermente staccato, si trova il campanile. Il campanile è distinto in due parti: la parte inferiore, dalla base fino a circa metà altezza è molto più antica, addirittura più antica della chiesa stessa mentre la parte superiore è stata realizzata nel XVIII secolo. Al culmine il campanile è aperto da quattro finestre. All'interno della cella campanaria si trovano le campane che risalgono rispettivamente al 1215, 1620 e 1954. Una quarta campana realizzata nel 1404 si trova collocata nel chiostro della canonica ed è stata tolta perché molto lesionata.

### Interno
L'impianto basilicale è diviso in tre navate da pilastri quadrilateri e da colonne con sei archi per parte. I pilastri più prossimi al presbiterio sono realizzati con bozze ben squadrate mentre gli altri tre presentano colonne monolitiche con capitelli scolpiti. Nel primo capitello di destra si trova scolpito un ippogrifo, nel secondo e nel terzo la decorazione è fatta con volute e fogliami. Nel primo capitello di sinistra si trova rappresentato un cane, un ippogrifo e altri animali, nel secondo di sinistra ancora volute e fogliami mentre il terzo presenta teste di animali e mostri alati. Sempre sulla sinistra il secondo e il terzo pilastro presentano decorazioni con fregi romanici. Nella parte inferiore della terza colonna si trova l'epitaffio di un parroco deceduto nel 1691 e lo stemma della famiglia Mazzi.  
In chiesa è presente un curioso cippo con un reticolo inciso sulla superficie, forse pertinente ad un altare altomedioevale o precristiano.
La chiesa conserva importanti opere d'arte: a metà della parete destra è la lunetta affrescata staccata dalla facciata e rappresentante la Madonna col Bambino tra i Santi Pietro e Romolo, opera attribuibile forse a Giovanni di Ser Giovanni, detto lo Scheggia. Alla parete sinistra è invece un'Annunciazione da riferirsi ad un pittore ghirlandaiesco, eseguita tra 1494 e 1495 e proveniente dall'altare della Compagnia dell'Annunziata presso la pieve oggi non più in situ. In chiesa si trova anche un Crocifisso di alta qualità, ritrovato qualche anno fa nella canonica e restaurato nel 2013, databile tra la fine del Quattrocento e i primi anni del Cinquecento ed attribuito ad Antonfrancesco Bugiardini, fratello del pittore Giuliano, con il quale pare condividesse la bottega fiorentina. Nella stessa canonica fu ritrovata un'altra notevole scultura questa volta di terracotta dipinta, un San Sebastiano restaurato nello stesso periodo, databile al secondo o terzo decennio del Cinquecento ma rimasto anonimo, seppur messo in rapporto con l'ambiente culturale ruotante intorno alle botteghe di Giovan Francesco Rustici e di Jacopo Sansovino.
Il Crocifisso moderno è opera di Rodolfo Margheri.

## Antico piviere di San Romolo a Gaville
L'antico piviere di San Romolo si estendeva a cavallo delle attuali province di Firenze ed Arezzo e comprendeva la chiesa di San Clemente a Gaville, la chiesa di Sant'Andrea a Campiglia nel comune di Figline insieme alle chiese della zona di Avane come quella di San Donato, luoghi oggi scomparsi; la chiesa di Santa Cristina a Meleto e la chiesa di San Martino a Pian Franzese, oggi nel comune di Cavriglia; la chiesa di Santo Stefano a Lucolena, la chiesa di San Gaudenzio a Torsoli, entrambe nel comune di Greve in Chianti.